# La Sesta
La Sesta és una plana agrícola del terme municipal de Castellterçol, a la comarca del Moianès.
Es troba a la part sud-oriental del terme, a prop del límit amb Sant Quirze Safaja. És a ponent de l'extrem nord de la Serra del Bosc Negre, al nord-oest de les Planes i al sud-est dels Planots. Es troba al sud-est de l'Era de les Cases i a migdia de la Serra Llarga.